# William Goldman
William Goldman (Highland Park, Illinois, 12 de agosto de 1931 – Nova Iorque, 16 de novembro de 2018) foi um escritor, dramaturgo e roteirista estadunidense. Fez sucesso em 1950 como escritor antes de se tornar roteirista. Ganhou duas vezes do prêmio Oscar na categoria de melhor roteiro, por Butch Cassidy and the Sundance Kid, em 1969, e por All the President's Men, em 1976.
É autor do livro Marathon Man, publicado em 1974, e também do roteiro do filme de mesmo nome de 1976, dirigido por John Schlesinger e estrelado por Dustin Hoffman. Um de seus mais famosos livros é A Princesa Prometida, também adaptado para o cinema.

## Biografia
Nascido no subúrbio de Chicago, em 1931, em uma família judia, é filho de Marion e Maurice Clarence Goldman. Formou-se no ensino médio em 1948, pela Highland Park High School. Iniciamente, seu pai era um homem de negócios de sucesso, mas o alcoolismo acabou com a riqueza da família e com sua saúde. Maurice acabou se suicidando enquanto o filho ainda cursava o ensino médio.
William entrou no Oberlin College, em 1952, onde se tornou bacharel em Artes e em seguida entrou no Exército. Por saber datilografar, foi enviado para o Pentágono, onde trabalhou como despachante até ser dispensado com o posto de cabo, em setembro de 1954. Então, se matriculou na Universidade Columbia, onde fez mestrado em artes, em 1956. Por volta dessa época, ele já escrevia contos e novelas, mas ainda não conseguia publicá-las.

## Vida pessoal
William se casou com Ilene Jones, irmã do ator Allen Case, em 1961 e se divorciou dela em 1991. O casal teve duas filhas, Jenny Rebecca e Susanna.
Em um chat da CNN, William disse que seus autores favoritos são Miguel de Cervantes, Anton Chekhov, Somerset Maugham, Irwin Shaw e Leo Tolstoy. Fã fervoroso do New York Knicks, frequenta o Madison Square Garden semanalmente nos últimos 40 anos, tendo contribuído com a escrita de Bill Simmons sobre a história da NBA, onde discute a carreira de Dave DeBusschere.
Faleceu aos 87 anos de idade vítima de câncer colorretal e pneumonia.

## Carreira
Em sua autobiografia, Adventures in the Screen Trade (1983), William conta que começou a escrever depois de um curso sobre escrita criativa ainda na faculdade. Suas notas na turma eram péssimas, mas um editor da revista literária do Oberlin College começou a publicar alguns de seus contos anonimamente. Outros editores negaram vários de seus contos. Inicialmente, não tinha a intenção de ser roteirista, ele estava mais interessado em contos, romances e poesia. Em 1956, defendeu sua dissertação na Universidade Columbia sobre a comédia de costumes nos Estados Unidos.
Seu irmão, James Goldman, que faleceu em 1998, também era dramaturgo e roteirista. Os dois dividiam um apartamento em Nova Iorque com seu amigo John Kander. Em 25 de junho de 1956, ele começou a escrever seu primeiro romance, The Temple of Gold, terminado em apenas três semanas. Seu agente enviou o livro para uma editora que concordou em publicar, se William conseguisse dobrar o tamanho da obra. O livro vendeu bem e acabou por deslanchar a carreira de William no mercado.
Em um intervalo de pouco mais de um ano, ele escreveu seu segundo livro, Your Turn to Curtsy, My Turn to Bow (1958), em cerca de uma semana. Este livro foi seguido por Soldier in the Rain (1960), baseado em sua vida no Exército. Também vendeu bastante nas livrarias e acabou se tornando um filme, sem o envolvido de William Goldman com o roteiro.

### A Princesa Prometida

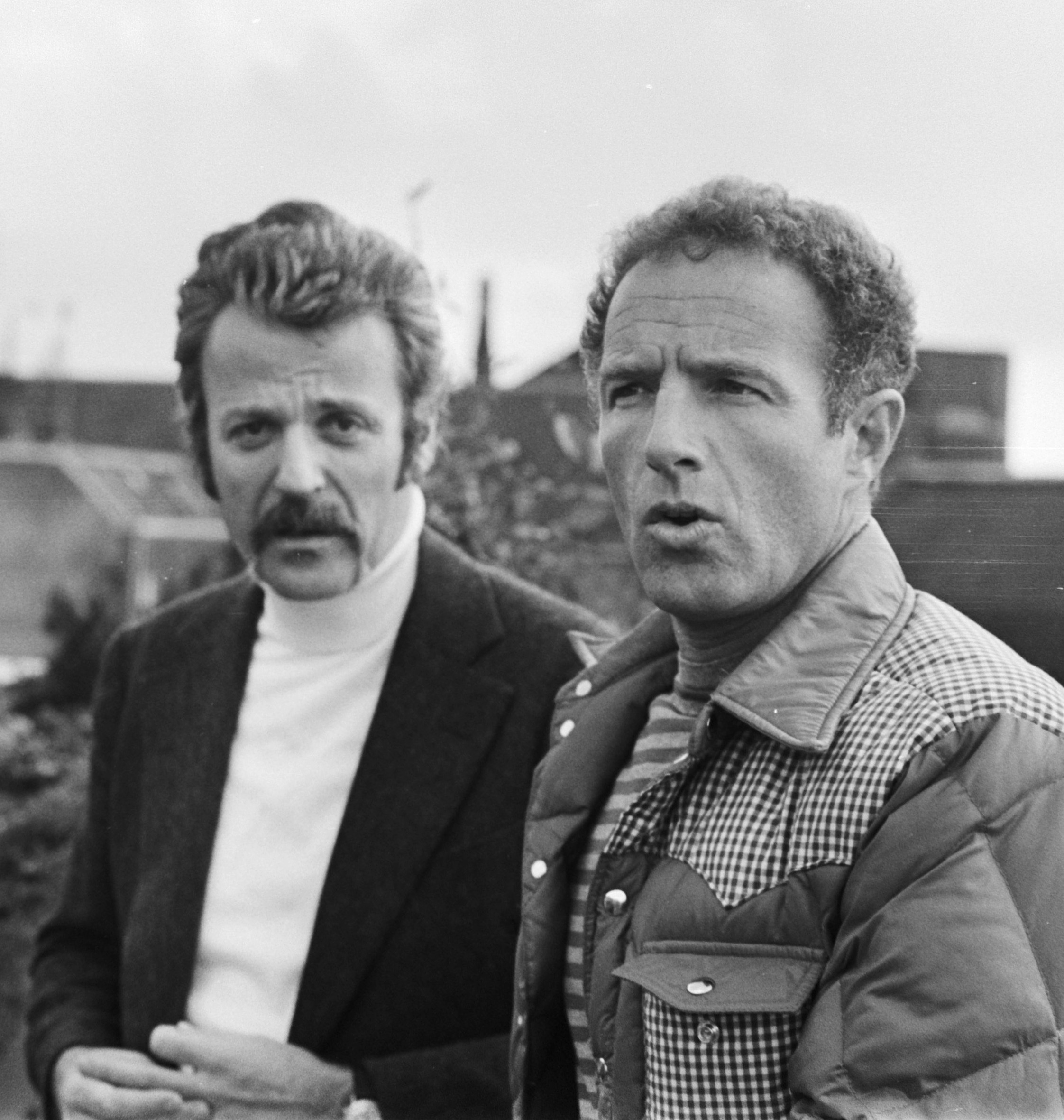
William Goldman (esquerda) e James Caan nas gravações de A Bridge Too Far em 1976

Seu livro de 1973, A Princesa Prometida se tornaria seu trabalho mais famoso e cultuado pelos fãs. Ele também foi o responsável pelo roteiro para o cinema, mas entre a escrita do roteiro e o lançamento do filme demorou vários anos. Em 1973, William teve uma pneumonia, o que o deixou hospitalizado por várias semanas e afetou severamente sua saúde por mitos meses. Isso inspirou sua criatividade e ele escreveu diversos roteiros e livros neste período. Segundo o próprio autor, sua escrita acabou se movendo para um âmbito mais comercial após a morte de seu editor Hiram Haydn, em 1973. Neste período ele escreveu um livro infantil, Wigger (1974); um thriller best-seller, Marathon Man (1974), além de várias peças de teatro.

## Obras
Roteiros de cinema
- Masquerade (com Michael Relph, 1965)
- Harper (Prêmio Edgar, 1966)
- Butch Cassidy and the Sundance Kid (Prêmio Oscar, 1969)
- The Hot Rock (1972)
- The Stepford Wives (1975)
- The Great Waldo Pepper (1975)
- Marathon Man (1976)
- All the President's Men (Prêmio Oscar, 1976)
- A Bridge Too Far (1977)
- Magic (Prêmio Edgar, 1978)
- Heat (1987)
- The Princess Bride (1987)
- Twins (não creditado, 1988)
- Misery (1990)
- Memoirs of an Invisible Man (1992)
- Year of the Comet (1992)
- Chaplin (1992)
- Last Action Hero (não creditado, 1993)
- Maverick (1994)
- The Chamber (1996)
- The Ghost and the Darkness (1996)
- Fierce Creatures (não creditado, 1997)
- Absolute Power (1997)
- The General's Daughter (1999)
- Hearts in Atlantis (2001)
- Dreamcatcher (2003)

Romances
- The Temple of Gold (1957)
- Your Turn to Curtsy, My Turn to Bow (1958)
- Soldier in the Rain (1960)
- Boys and Girls Together (1964)
- No Way to Treat a Lady (1964)
- The Thing of It Is... (1967)
- Father's Day (1971)
- The Princess Bride (1973)
- Marathon Man (1974)
- Magic (1976)
- Tinsel (1979)
- Control (1982)
- The Silent Gondoliers (1983)
- The Color of Light (1984)
- Heat (1985)
- Brothers (1986)

Livros não-ficcionais e memórias
- The Season: A Candid Look at Broadway (1969)
- The Story of 'A Bridge Too Far' (1977)
- Adventures in the Screen Trade: A Personal View of Hollywood and Screenwriting - 1983)
- Wait Till Next Year (com Mike Lupica, 1988)
- Hype and Glory (1990)
- Four Screenplays (1995)

Marathon Man, Butch Cassidy and the Sundance Kid, The Princess Bride, and Misery
- Five Screenplays (1997)

All the President's Men, Magic, Harper, Maverick, and The Great Waldo Pepper
- Which Lie Did I Tell? (More Adventures in the Screen Trade) (2000
- The Big Picture: Who Killed Hollywood? and Other Essays (2001)

Livros infantis
- Wigger (1974)